# A három testőr: D’Artagnan
A három testőr: D’Artagnan (eredeti cím: Les trois mousquetaires: D’Artagnan) 2023-ban bemutatott koprodukciós akciófilm, amelyet Martin Bourboulon rendezett, Alexandre Dumas A három testőr című regénye alapján. A főbb szerepekben François Civil, Vincent Cassel, Romain Duris, Pio Marmaï és Eva Green látható.
Franciaországban és Belgiumban 2023. április 5-én, Németországban 2023. április 13-án, Spanyolországban 2023. április 14-én, míg Magyarországon 2023. október 26-án mutatták be.

## Cselekmény
D'Artagnan, a gascogne-i fiatalember majdnem meghal, amikor egy titokzatos idősebb nő és csatlósai megpróbálják megakadályozni egy fiatal nő elrablását. Ezután Párizsba utazik, hogy csatlakozzon A Testőrség Muskétásaihoz. D'Artagnan felkeresi De Tréville kapitányt, a muskétások parancsnokát a főhadiszállásán. Tréville, aki ismerte D'Artagnan néhai apját, azt mondja, ír neki egy bemutatkozó levelet. D'Artagnan meglátja a lenti utcán az egyik embert, aki megpróbálta megölni őt, és kirohan az épületből, hogy szembeszálljon vele, de ezzel akaratlanul megbánt három muskétást, Athost, Porthost és Aramist, akik mind elégtételt követelnek; D'Artagnan elhatározza, hogy még aznap délután párbajt vív mindegyikükkel.
Amikor D'Artagnan felkészül az első párbajra, rájön, hogy Athos másodhegedűsei Porthos és Aramis, akik megdöbbenve veszik tudomásul, hogy az ifjú gázló mindannyiukkal párbajozni akar. Csodálják és tisztelik bátorságát. Amikor D'Artagnan és Athos elkezdik, Richelieu bíboros őrsége megjelenik, és megpróbálja letartóztatni D'Artagnant és a három muskétást illegális párbajozás miatt. Bár négy az öt ellenében túlerőben vannak, a négy férfi megnyeri a csatát. Miután ezt megtudja, XIII. Lajos király megdorgálja a muskétásokat. D'Artagnan összebarátkozik a három testőrrel, és megtudja, hogy Porthos biszexuális. Szállást talál, és első látásra beleszeret Constance Bonacieux-ba, aki hamarosan viszonozza ezt az érzést. A nő Anna királynénak dolgozik, aki titokban viszonyt folytat Buckingham angol hercegével, és ezzel megcsalja férjét, XIII. Lajost, és ez az árulás, ha kiderülne, amit Richelieu bíboros kíván, a lefejezéséhez vezetne.
A király számos tanácsadója és öccse is arra buzdítja, hogy harcoljon a protestáns lázadók ellen La Rochelle-nél. Richelieu a titokzatos, Milady nevű idősebb nővel összeesküvést sző, hogy aláássa a királynét. Athos-t hamisan megvádolják egy fiatal prostituált meggyilkolásával (akit teljesen meztelenül, több szúrt sebbel találnak mellette az ágyban), és halálra ítélik. D'Artagnan rájön, hogy ez a fiatal nő volt az, akit megpróbált megmenteni az elrablástól, és a muskétások elhatározzák, hogy kiderítik, ki ő, hogy megmenthessék Athost. D'Artagnan a Valcour-házba megy, hogy beszéljen egy családdal, akikről úgy gondolják, hogy kapcsolatban állnak a nővel. Milady ott van, és a család egyik tagjának adja ki magát. Milady megpróbálja megölni őt, de D'Artagnan elmenekül előle. Athost a kivégzése felé vezető úton kiszabadítja öccse, Benjamin, aki az elszakadó protestáns szövetségeseivel, Saint-Blancarddal és Brandicourt-val bujkál.
A király gyémántokat ajándékoz a királynének, de ő a szeretőjének, Lord Buckinghamnek adja emlékbe. A király meghallja a viszonyról szóló pletykákat, és követeli, hogy a királyné viselje a gyémántokat a bátyja esküvőjén. Constance elküldi D'Artagnant Angliába, hogy elhozza a gyémántokat Buckinghamtől. Milady ellopja őket Buckinghamtől, de D'Artagnan utána megy, és visszaszerzi őket. Milady leugrik egy szikláról, hogy elmeneküljön. D'Artagnan visszaadja az ékszereket Anna királynénak, éppen időben, hogy megmentse a becsületét. Gaston orléans-i hercegének és Marie de Bourbon, Montpensier hercegnőjének esküvőjén hugenotta lázadók, köztük Athos bátyja, megpróbálják meggyilkolni a királyt, de Athos és a többi muskétás megmenti őt. A király megkegyelmez Athosnak. D'Artagnant Milady egyik csatlósa leüti az utcán, miközben megpróbálja megmenteni Constance-t az elrablástól. A stáblista közepén Milady beszél Richelieu-vel, és megemlíti, hogy a muskétások milyen problémákat okoztak a küldetésének.

## Szereplők
| Szerep                  | Színész             | Magyar hang      |
| ----------------------- | ------------------- | ---------------- |
| Charles d'Artagnan      | François Civil      | Előd Álmos       |
| Athos                   | Vincent Cassel      | Epres Attila     |
| Aramis                  | Romain Duris        | Király Attila    |
| Porthos                 | Pio Marmaï          | Zöld Csaba       |
| Milady de Winter        | Eva Green           | Kovács Patrícia  |
| Constance Bonacieux     | Lyna Khoudri        | Tamási Nikolett  |
| XIII. Lajos király      | Louis Garrel        | Mészáros Béla    |
| Ausztriai Anna királyné | Vicky Krieps        | Réti Adrienn     |
| Buckingham hercege      | Jacob Fortune-Lloyd | Crespo Rodrigo   |
| Richelieu bíboros       | Éric Ruf            | Debreczeny Csaba |
| Medici Mária királyné   | Dominique Valadié   | Pálos Zsuzsa     |
| Gaston orléans-i herceg | Julien Frison       | Kenéz Ágoston    |
| De Tréville kapitány    | Marc Barbé          | Mihályi Győző    |
| Count de Chalais        | Patrick Mille       | Dózsa Zoltán     |
| Ardanza                 | Ivan Franek         | Fehérvári Péter  |
| Isabelle de Valcour     | Charlotte Ranson    | Kiss Réka Eszter |

### Magyar változat
- Főcím: Welker Gábor
- Magyar szöveg: Zalatnay Márta
- Hangmérnök és vágó: Szabó Miklós
- Gyártásvezető: Boskó Andrea
- Szinkronrendező: Kosztola Tibor
- Produkciós vezető: Jávor Barbara

A szinkront a Dub 4 Studios készítette el

## A film készítése
A projekt ötlete 2019-ben kezdődött, amikor Dimitri Rassam producer az év során olyan témát keresett, amely valódi eseményt indíthatna el a nagyvásznon, és listát készített a feldolgozandó művekről, amelyek közül kiemelkedett egy: Alexandre Dumas 1844-es regénye, A három testőr. 2019 decemberében Rassam egy párizsi étteremben találkozott Martin Bourboulon rendezővel, hogy megbeszélje vele, hogy szeretné a regényt adaptálni. A találkozó során Bourboulon felidézte a Bertrand Tavernier által rendezett 1994-es D’Artagnan lánya című filmet, amelynek producere az apja, Frédéric Bourboulon volt.

### Forgatás
A két filmet egymás után 150 napig forgatták Franciaországban, olyan nevezetességekben, mint a Louvre-palota, a Invalidusok háza, a Fontainebleau-i és a Saint-Germain-en-Laye-i kastélyok, Fort-la-Latte és Chantilly, valamint Saint-Malo fellegvára és Troyes történelmi belvárosa. A forgatás 2021. augusztus 16-án kezdődött és 2022. június 3-án fejeződött.